# Hugtto! PreCure
Hugtto! PreCure (ＨＵＧっと！プリキュア Hagutto! Purikyua) er en japansk animeserie fra Toei Animation, der er den femtende serie i Izumi Todos Pretty Cure-franchise. Den blev instrueret af Junichi Sato efter manuskript af Fumi Tsubota. Serien blev sendt på ANN fra 4. februar 2018, hvor den afløste den fjortende serie, Kirakira PreCure a la Mode, til 27. januar 2019, hvorefter den blev afløst af den sekstende serie, Star Twinkle PreCure. Seriens temaer er heltemod og mål for fremtiden.

## Plot
Den 13-årige pige Hana Nono, der gerne vil opfattes som moden, begynder i mellemskolen. På vej til skole støder hun på en mærkelig baby ved navn Hug-tan og den hamsterlignende fe Harryham Harry, der er kommet fra himlen. De fortæller at de bliver jagtet af Cryase-selskabet fra fremtiden, der vil have Hug-tans Mirai Crystal (ミライクリスタル Mirai Kuristaru), og ændre nutiden. Hanas ønske om at beskytte Hug-tan vækker hendes indre potentiale, så hendes egen Mirai Crystal dukker op og forvandler hende til en Pretty Cure, Cure Yell. Sammen med Saaya Yakushiji og Homare Kagayaki danner hun Hugtto PreCure i håb om at beskytte folks drømme fra Cryase-selskabet.

## Figurer
- Hana Nono (野乃 はな Nono Hana) / Cure Yell (キュアエール Kyua Eeru)[3] - En pige der skifter skole i andet år i mellemskolen. Hun er villig til at forsøge alt men begår ofte fejl. Hun håber at blive set som moden, men hendes energiske natur får hende som regel til at virke barnlig. Hendes udseende som Pretty Cure er en pink cheerleader. Hun er kendt som den livlige Pretty Cure. I 2030 er hun blevet leder af boutiquefirma. Hun føder desuden en datter ved navn Hagumi.

Som Cure Yell introducerer hun sig selv med ordene: Hepper på alle! Den energisk PreCure! Cure Yell! (みんなを応援！元気のプリキュア！キュアエール！ Minna o Ouen! Genki no Purikyua! Kyua Eeru!)
- Saaya Yakushiji (薬師寺 さあや Yakushiji Saaya) / Cure Ange (キュアアンジュ Kyua Anju)[3] - Klasserepræsentanten i Hanas klasse hvis mor er en berømt skuespiller. Hendes udseende som Pretty Cure er en blå sygeplejeske. Hun er kendt som den vise Pretty Cure. I 2030 er hun blevet en læge, der hjælper Hana med hendes fødsel.

Som Cure Ange introducerer hun sig selv med ordene: Helbreder alle! Den vise PreCure! Cure Ange! (みんなを癒す！知恵のプリキュア！キュアアンジュ！ Minna o Iyasu! Chie no Purikyua! Kyua Anju!)
- Homare Kagayaki (輝木 ほまれ Kagayaki Homare) / Cure Étoile (キュアエトワール Kyua Etowaaru)[3] - En pige i Hanas klasse, der engang var kunstskøjteløber, men som stoppede efter et fejlslagent hop. Hendes udseende som Pretty Cure er en gul stewardesse. Hun er kendt som den stærke Pretty Cure. I 2030 vinder hun en kunstskøjteturnering, hvorefter hun kommer Hana til hjælp.

Som Cure Étoile introducerer hun sig selv med ordene: Skinner på alle! Den stærke PreCure! Cure Étoile! (みんな輝け！力のプリキュア！キュアエトワール！ Minna Kagayake! Chikara no Purikyua! Kyua Etowaaru!)
- Emiru Aisaki (愛崎 えみる Aisaki Emiru) / Cure Macherie (キュアマシェリ Kyua Masheri) - En pige der holder meget af Hana. Hun beundrer Pretty Cure og cosplayer på et tidspunkt som en. Hun kan godt være lidt af en problemskaber. Hun opdager senere Pretty Cures identiteter og bliver også ven med Ruru, som hun gerne vil være Pretty Cure sammen med. Ruru afviser først, men efterhånden som hun lærer og får følelser, går hun med til det. Der er dog kun et PreHeart tilbage, men deres ønske om at blive Pretty Cure forvandler det til to, så Emiru kan blive til Cure Macherie og Ruru til Cure Amour. Som Pretty Cure er hun klædt i lyserød lolita-mode. Hun er kendt som den kærlige og syngende Pretty Cure. I 2030 bliver hun en sanger og genforenes med den genfødte Ruru.

Som Cure Macherie introducerer hun sig selv med ordene: Jeg elsker alle! Den kærlige PreCure! Cure Macherie! (みんな大好き！愛のプリキュア！キュアマシェリ！ Minna Daisuki! Ai no Purikyua! Kyua Masheri!)
- Ruru Amour (ルールー・アムール Ruuruu Amuuru) / Cure Amour (キュアアムール Kyua Amuuru) - Oprindeligt en deltidsansat i Cryase-selskabets Azababu-afdeling, der egentlig er en androide-pige skabt af Dr. Traum med hans datter som forbillede. Som ansat i Cryase-selskabet er hun stille, reserveret og ekstremt loyal overfor Ristle. Hun infiltrerer Hanas hjem og ændrer på Sumires erindringer for at udspionere Pretty Cure. Hun stjæler Homares Preheart efter ordre fra Papple for at forhindre hende i at hjælpe Pretty Cure men skifter mening og giver hende den tilbage. Som straf lukker Papple hende ned og tager hende væk. Hun bliver efterfølgende omprogrammeret og får sine erindringer slettet. Hun konfronterer Pretty Cure men genvinder sine erindringer, forliges med dem og forlader Cryase-selskabet. Senere bliver hun klar over, at hun gerne vil være Pretty Cure sammen med Emiru. Der er dog kun et PreHeart tilbage, men deres ønske om at blive Pretty Cure forvandler det til to, så Ruru bliver til Cure Amour og Emiru til Cure Macherie. Som Pretty Cure er hun klædt i lilla lolita-mode. Hun er kendt som den kærlige og dansende Pretty Cure. I 2030 er hun blevet skabt og genforenes med den nu voksne Emiru.

Som Cure Amour introducerer hun sig selv med ordene: Jeg elsker alle! Den kærlige PreCure! Cure Amour! (みんな大好き！愛のプリキュア！キュアアムール！ Minna Daisuki! Ai no Purikyua! Kyua Amuuru!)
- Hug-tan (はぐたん Hagu-tan)[3] / Cure Tomorrow (キュアトゥモロー Kyua Tumoroo) - En mystisk baby der er i besiddelse af en hvid Mirai Crystal. Hun var oprindeligt en Pretty Cure fra fremtiden ved navn Cure Tomorrow men endte som baby, da hun brugte krystallens kraft til at slippe væk til nutiden da hendes tid blev erobret af Cryasse-selskabet. Flugten drænede imidlertid krystallens kræfter og forvandlede hende til en baby. For at komme sig har hun brug for kraften fra otte Mirai Crystals. I 2030 er hun den datter ved navn Hagumi, som Hana føder.
- Harryham Harry (ハリハム・ハリー Harihamu Harii)[3] - En hamster-fe der engang arbejdede for Cryase-selskabet, idet han, Ristle og Bishin var blevet snydt til at tro at de ville få en kur til hans syge venner. Harry blev imidlertid befriet fra Cryase-selskabet af Cure Tomorrow, da de slap væk til nutiden. Her tager han sig af Hug-tan og fungerer som mentor for Pretty Cure. Han taler med Kansai-dialekt og kan forvandle sig til et menneske, som han selv synes er flot. Han åbner en skønhedssalon ved navn "Beauty Harry" (ビューティーハリー Byuutii Harii), der fungerer som Pretty Cures tilholdssted. Han bliver konfronteret af sin tidligere kollega Bishin, der forvandler ham til et monster ved at fjerne hans halskæde. Han kæmper mod Pretty Cure, men det lykkes for Cure Étoile at få ham fri fra Bishin. Han sværger at han vil fortsætte med at bekæmpe Cryase-selskabet sammen med Pretty Cure.
- Henri Wakamiya (若宮 アンリ Wakamiya Anri) / Cure Infini (キュアアンフィニ Kyua Anfini) - Homares barndomsven der er en fransk-russisk skøjteløber. Han vil gerne have Homare med tilbage til Moskva, men hun overbeviser ham om, at hun har fået det godt sammen med Hana og Saaya, og han ender med at skifte til deres skole. Han kan finde på at klæde sig feminint og synes, det er spild at leve med unødige restriktioner. Listle forsøger at rekrutterer ham til Cryase-selskabet, hvilket bliver forstærket, da Henri bliver kvæstet. Pigerne opmuntrer ham imidlertid, og han forvandler sig midlertidigt til Cure Infini og hjælper dem.[4]

Som Cure Infini introducerer han sig selv med ordene: Opmunter alle, selv i tider med tristhed og tøven! Lyser mod fremtiden! Det er sandt, det er en Pretty Cure! Cure Infini! (悲し時も、迷い時も！！みんなを励まし！未来へ輝く！そうだ、それはプリキュアだ！キュアアンフィニ！ Kanashii toki mo, mayoi toki mo! Min'na wo hagemashi! Mirai e kagayaku! Souda, Sore wa Purikyua da! Cure Anfini!)

### Cryase-selskabet
Cryase-selskabet (クライアス社 Kuraiasu Sha) er seriens primære skurke, der kommer fra fremtiden. Deres mål er at få fat i Mirai Crystals og fryse tiden. Cry og Listle er lederne, mens de andre arbejder for selskabets Azababu-afdeling (あざばぶ支社 Azababu Shisha). Medarbejderne har evnen til at tiltrække negativ energi fra folk, så de kan skabe oshimaida-monstre.
- George Cry (ジョージ・クライ Jooji Kurai) - Chefen for Cryase-selskabet. En ondskabsfuld dæmon der vil have Mirai Crystals for at kunne tage Jordens fremtid ved at fryse tiden i et øjeblik af evig glæde, idet han hævder, at folk i hans tid er blevet opslugt af mørket i deres hjerter. I nutiden optræder han som et menneske for at studere Pretty Cure, før han afslører sig selv. Han forekommer godhjertet og sofistikeret, men i virkeligheden er han en desillusioneret og manipulerende person, der er villig til at nå sine mål for enhver pris. Samtidig bliver han stadig mere interesseret i Hana. Hen mod slutningen fryser han tiden og forvandler sig eget hovedkvarter til et gigantisk monster for at fange Hug-tan. Han kæmper mod Hana, før folkene i Hakugumi hjælper hende med at rense ham. Han deler et sidste øjeblik med Hana, før han tager væk til et ukendt sted. I 2030 kommer han med blomster til Hana på hospitalet, men hans ansigt bliver ikke vist.
- Listle (リストル Risutoru) - Cryase-selskabets sekretær. Han er egentlig en egern-fe men kan påtage sig form som en striks mand med blåt tøj og en mørkegrå kappe. Ligesom Harry blev kan snydt til at arbejde for Cryase-selskabet efter at være lovet en kur til deres venner. Cry ændrer senere Listles erindringer, så han ikke kan huske Harry. Han bliver sendt ud for at kæmpe mod Pretty Cure en sidste gang, før han bliver renset.
- Daigan (ダイガン Daigan) - En fornuftig brillebærende mand der er leder af Cryase-selskabets Azababu-afdeling. Han bliver besejret af Dr. Traum, før han kan angribe Pretty Cure, men viser sig senere at være blevet renset.
- Papple (パップル Pappuru) - Sektionschefen i Cryase-selskabets Azababu-afdeling. En smuk og charmerende kvinde der er iført en pelsjakke, og som holder en vifte. Hun har oprindeligt et forhold til Cry, men da hun ser ham sammen Gelos, bliver hun fortvivlet og forvandler sig selv til en oshimaida. Hun konfronterer Pretty Cure en sidste gang men bliver besejret og renset. Bagefter åbner hun et talentbureau sammen med Charalit.
- Charaleet (チャラリート Charariito) - Kontorchefen i Cryase-selskabets Azababu-afdeling. En kvik ung mand der er iført en ærmeløs bluse. Han bliver givet en sidste chance, tvunget til at forvandle sig til en oshimaida og konfronterer Pretty Cure for sidste gang. De besejrer og renser ham, og han bliver efterfølgende en internetstjerne.
- Gelos (ジェロス Jerosu) - En medarbejder der bliver forfremmet til leder i Cryase-selskabets Azababu-afdeling. En elegant og indtagende kvinde der er iført en rød og sort kjole med en gul jakke. Da hun mister sine håndlangere, bliver hun dog forvandlet til en ondskabsfuld person med et vildt udseende. Senere bruger hun en tidsstopper til at forvandle sig til en mou-oshimaida for at fastholde sin skønhed. Hun konfronterer Pretty Cure en sidste gang, før hun tillader dem at rense hende.
- Jinjin (ジンジン Jinjin) og Takumi (タクミ Takumi) - Gelos' personlige bodygurds. De stjæler hendes tidsstopper men bliver ved et uheld fusioneret til en oshimaida, som Pretty Cure besejrer. Bagefter arbejder Jinjin i en madbod og Takumi som byggearbejder. Da Gelos forvandler sig til en mou-oshimaida, hjælper de hende med at komme til fornuft igen.
- Dr. Traum (ドクター・トラウム Dokutaa Toraumu) - En ældre mand der er konsulent for Cryase-selskabets Azababu-afdeling. Han skabte Ruru Amour som erstatning for sin mistede datter. Han udvikler opfindelser til brug mod Pretty Cure og får desuden evnen til at forstærke oshimaidaer til mou-oshimaidaer. Senere laver han en robot, der kan stoppe og vende tiden på Jorden. Han forvandler sig selv til en oshimaida for at kæmpe mod samtlige Pretty Cure men bliver besejret. Hans nederlag får ham til at vende sig mod Cryase-selskabet og forsøge at gøre sit forhold til Ruru godt igen. I 2030 skaber han Ruru, da Emiru vil genforenes med hende.
- Bishin (ビシン Bishin) - En ansat i Cryase-selskabets Azababu-afdeling, der arbejder som specialist i kundesager. Han er egentligt en hamster-fe, der har påtaget sig form som end dreng. Han blev snydt til at arbejde for Cryase-selskabet og holdt fanget i på grund af hans farlige kræfter. Men Listle løslader ham, så han kan kæmpe mod Pretty Cure. Bishin ser dem og især Cure Étoile som en forhindring for, at han kan få Harry tilbage til Cryase-selskabet. Han forvandler til sidst sig selv til en mou-oshimaida for at kæmpe mod Pretty Cure men ender med at blive renset.
- Oshimaida (オシマイダー Oshimaidaa) - Monstre der bliver skabt, når de ansatte i Cryase-selskabet samler negativ energi fra folk omkring dem. Senere kan de forstærke en oshimaida til en mou-oshimaida (猛オシマイダー Mōoshimaidaa).

### Andre
- Shintarou Nono (野乃 森太郎 Nono Shintarou) - Hanas far.
- Sumire Nono (野乃 すみれ Nono Sumire) - Hanas mor.
- Kotori Nono (野乃 ことり Nono Kotori) - Hanas lillesøster der nogle gange driller hende med hendes optimistiske og barnlige attitude.
- Shuuji Yakushiji (薬師寺 修司 Yakushiji Shuuji) - Saayas far.
- Reira Yakushiji (薬師寺 れいら Yakushiji Reira) - Saayas mor der er en berømt skuespiller.
- Junna Tokura (十倉 じゅんな Tokura Junna) - Hana og Saayas klassekammerat.
- Aki Momoi (百井 あき Momoi Aki) - Hana og Saayas klassekammerat.
- Hinase Amano (阿万野 ひなせ Amano Hinase) - Hana og Saayas klassekammerat der er leder af bandklubben.
- Fumito Chise (千瀬 ふみと Chise Fumito) - Hana og Saayas klassekammerat.
- Uchifuji (内富士 Uchifuji) - Hana og Saayas klasselærer.
- Umehashi (梅橋 Umehashi) - Idrætslæreren og Homares skøjtetræner.
- Ranze Ichijou (一条 蘭世 Ichijou Ranze) - En pige der er skuespiller og rival til Saaya.
- Mogumogu (もぐもぐ Mogumogu) - Homares adopterede hund, som hun fandt, da hun reddede ham fra at blive kørt over af en lastbil.
- Rita Yoshimi (吉見 リタ Yoshimi Rita) - En genial modeskaber.
- Haidon Aisaki (愛崎 俳呑 Aisaki Haidon) - Emirus far.
- Miyako Aisaki (愛崎 都 Aisaki Miyako) - Emirus mor.
- Masato Aisaki (愛崎 正人 Aisaki Masato) - Emirus storebror.
- Chitose Kagayaki (輝木 ちとせ Kagayaki Chitose) - Homares mor.
- Chiyo Kagayaki (輝木 ちよ Kagayaki Chiyo) - Homares bedstemor.
- Tanpopo Anno (庵野 たんぽぽ Anno Tanpopo) - Hanas bedstemor.

## Anime
Serien blev registreret som varemærke i september 2017. Den blev annonceret officielt 28. november 2017, og 26. december 2017 blev de første figurer offentliggjort. Den blev sendt på All-Nippon News Networks kanaler i Japan, herunder ABC og TV Asahi, fra 4. februar 2018, hvor den afløste Kirakira PreCure a la Mode. Introsangen er "We can!! Hugtto! Precure" (We can!! HUGっと! プリキュア We can!! HUGtto! Purikyua) af Kanako Miyamoto, mens den første slutsang er "Hugtto! Future✩Dreamer" (HUGっと! 未来☆ドリーマー HUGtto! Mirai✩Dorīma) af Rie Hikisaka, Rina Honizumi og Yui Ogura. Den andet slutsang er "Hugtto! Yell For You" (HUGっと! Yell For You HUGtto! Yell For You) af Rie Hikisaka, Rina Honizumi, Yui Ogura, Nao Tamura og Yukari Tamura. Baggrundsmusikken er komponeret af Yuki Hayashi.
Det første soundtrack for serien med titlen PreCure Sound For You!! blev udgivet 25. april 2018. Det andet soundtrack med titlen PreCure Cheerful Sound!! blev udgivet 26. december 2018.
Franchisens 15 år blev markeret flere gange i løbet af serien. I afsnit 21 og 22 optræder Cure Black og Cure White fra den første serie i franchisen, Futari wa Pretty Cure. De vender tilbage i afsnit 36 sammen med Shiny Luminous fra Futari wa Pretty Cure Max Heart, Cure Dream fra Yes! PreCure 5, Cure Peach fra Fresh Pretty Cure! og alle Pretty Cure fra Maho Girls PreCure! og Kirakira PreCure a la Mode. I afsnit 37 optræder samtlige 55 Pretty Cure fra de 15 serier indtil da.

### Stemmer
- Rie Hikisaka - Hana Nono / Cure Yell[9]
- Rina Honizumi - Saaya Yakushiji / Cure Ange[9]
- Yui Ogura - Homare Kagayaki / Cure Étoile[9]
- Nao Tamura - Emiru Aisaki / Cure Macherie[10]
- Yukari Tamura - Ruru Amour / Cure Amour[11]
- Konomi Tada - Hug-tan[9]
- Junko Noda - Harryham Harry (hamster-form)[9][12]
- Jun Fukushima - Harryham Harry (menneskelig form)[12]
- Junpei Morita - George Cry[13]
- Shinichiro Miki - Ristle[14]
- Masanori Machida - Daigan[15]
- Sayaka Ohara - Papple[16]
- Fukushi Ochiai - Charaleet[17]
- Yuuko Kaida - Gelos[18]
- Yoshio Kojima - Jinjin[19]
- Louis Yamada LIII - Takumi[19]
- Takaya Hashi - Dr. Traum[20]
- Satomi Arai - Bishin[21]
- Uuronta Yoshida - Oshimaida
- Yasuhiro Mamiya - Shintarou Nono
- Natsuko Kuwatani - Sumire Nono
- Amina Satou - Kotori Nono
- Maria Naganawa - Junna Tokura
- Afumi Hashi - Aki Momoi
- Yoshitaka Yamaya - Hinase Amano
- Katsumi Fukuhara - Fumito Chise
- Daisuke Namikawa - Uchifuji
- Masashi Tamaki - Umehashi
- Hiroki Tasaka - Shuuji Yakushiji
- Maya Okamoto - Reira Yakushiji
- Aya Suzaki - Ranze Ichijou
- Toshiyuki Someya - Henri Wakamiya
- Natsumi Kawaida - Mogumogu
- Kintalo - Rita Yoshimi
- Toru Nomaguchi - Haidon Aisaki
- Nobue Iketani - Miyako Aisaki
- Yukari Shimotsuki - Masato Aisaki
- Touko Aoyama - Chitose Kagayaki
- Kaoru Katakai - Chiyo Kagayaki
- Kikuko Inoue - Tanpopo Anno

## Film
Figurerne fra animeserien optræder sammen med figurer fra Kirakira PreCure a la Mode og Maho Girls PreCure! i crossover-filmen Pretty Cure Super Stars!, der havde premiere i Japan 17. marts 2018. I anledning af franchisens 15 år udsendtes desuden filmen Hugtto! Precure ♡ Futari wa Pretty Cure All Stars Memories, der havde premiere 27. oktober 2018. Her optræder figurerne fra Hugtto! PreCure sammen med de andre Pretty Cure fra alle serier indtil da.

## Manga
Ligesom alle de foregående serier blev denne serie også omsat til manga af duoen Futago Kamikita. Mangaen blev offentliggjort i Kodanshas magasin Nakayoshi fra 2. februar til 28. december 2018.

## Videospil
Et videospil med titlen Nari Kids Park: Hugtto! PreCure blev udgivet af Bandai Namco Entertainment til Nintendo Switch i Japan 21. november 2018.